# کشاورزی ارگانیک

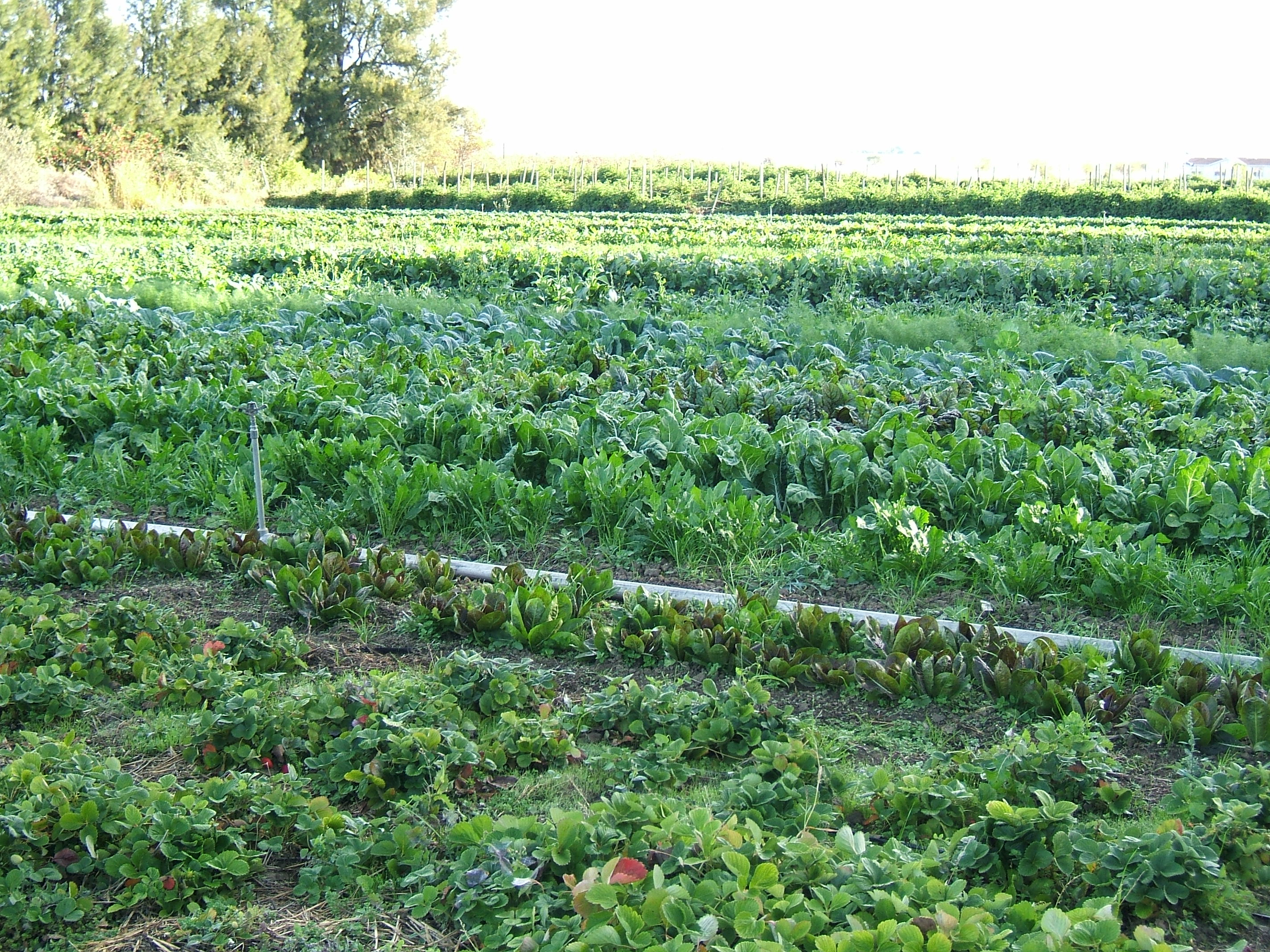
کشاورزی زیستی در کاپای کالیفرنیا

کشاورزی ارگانیک، کشاورزی طبیعی یا کشاورزی زیستی (به انگلیسی: Organic agriculture)، گونه‌ای کشاورزی است که در تولید و فرآوری محصولات آن از کودهای شیمیایی، سموم، هورمون‌ها و دگرگونی‌ها و دستکاری‌های ژنتیکی استفاده نشود و همه مراحل تقویت زمین، کاشت و برداشت با استفاده از نهاده‌های طبیعی (همچون کود زیستی، کمپوستها، حشرات سودمند، ریزاندامگان کارآ یا EM) باشد. کشاورزی ارگانیک، سیستمی تولیدی است که سلامت خاک، اکوسیستم‌ها و انسان را پایدار می‌سازد و بر فرایند بوم‌شناسانه، تنوع زیستی و چرخه‌های سازگار با شرایط محلی تکیه دارد. فراورده‌های کشاورزی زیستی در کشور ما با نام محصولات سالم و در کشورهای اروپایی و آمریکایی با نام کشاورزی زیستی (به انگلیسی: Organic farming) یا کشاورزی بیولوژیک (Bio) شناخته می‌شود.
کشاورزی زیستی، یک سیستم مدیریتی جامعی است که کمیت و کیفیت محصولات از تولید تا فرآوری و انتقال به مصرف‌کننده، سلامت خاک، گیاهان، جانوران، انسان‌ها، میکروارگانیسم‌ها، محیط سیاره زمین به عنوان یک موجود زنده واحد، اصول اکولوژیکی، محیط زیست، اصول عدالت و روابط اجتماعی، احترام به آفریدگان و اصول پایداری زیستی در آن مد نظر است.

## دلیل تقاضا
- نخستین دلیل مهم برای تقاضای جهانی محصولات زیستی، وجود مزه بهتر، خواص غذایی بیشتر و طبیعی این محصولات نسبت به محصولات تولید شده در سیستم زراعی رایج و محصولات اصلاح شده‌است. مطالعات نشان می‌دهد ارزش غذایی و ویتامین‌ها در غالب محصولات زیستی و اصلاح نشده بسیار بیشتر از محصولات سیستم رایج است از این جمله می‌توان به محتوی بیشتر ویتامین‌هایی مانند ویتامین B ویتامین C، ویتامین E و لیکوپن و مواد معدنی همچون منیزیم، آهن و روی در محصولات باغی مانند گوجه فرنگی و وجود آنتی‌اکسیدان‌ها و اسیدهای آمینه مفید در سایر محصولات اشاره کرد.
- دلیل دیگر تقاضا برای این محصولات سازگاری زیست‌محیطی این محصولات چه از فرایند تولید تا انتقال به مصرف‌کننده و نیز سیستم جامع اکولوژیکی مدیریت این مزارع است که حداقل آسیب زیست‌محیطی و حداکثر سازگاری آن با سیستم‌های طبیعی را دربردارد.
- یک دلیل دیگر برای درخواست تولید فراورده‌های زیستی در سطح دنیا، وجود باورهای اخلاقی و دینی است که این باورها محیط‌زیست را به عنوان محیطی برای پرورش نسل‌های گذشته حال و آینده و به جهت تولید غذا برای نسل‌های مختلف در نظر می‌گیرد و هر گونه صدمه زدن به آن را از لحاظ اخلاقی یا مذهبی را محکوم می‌کند.

## پیشینه
نیاکان ما کشاورزی را به شکل زیستی آن انجام می‌دادند ولی به دلیل رشد جمعیت و تقاضای بیشتر پس از جنگ جهانی، تقاضا برای مواد غذایی بیشتر شد و انسان حریصانه به کودهای شیمیایی روی آورد.
روند استفاده از کودها و سموم شیمیایی سبب آلودگی خاک و اسیدی‌سازی آن و آلودگی آب‌های زیر زمینی و آب‌های روان (آب رودخانه‌ها، آب پشت سدها و سپس دریاها و اقیانوس‌ها) شده‌است به شکلی که فضاهایی به وسعت چند کیلومتر مربع در اقیانوس‌ها دیگر هیچ موجود زنده‌ای زندگی نمی‌کند و آن را به اصطلاح فضای مرده می‌نامند.
خوشبختانه از سال ۱۹۸۵ میلادی که نخستین برآورد از مزارع زیستی و سطح زیرکشت آن در دنیا صورت گرفت تاکنون تعداد زیر کشت مزارع زیستی در دنیا روند صعودی داشته و این نشان دهنده تقاضای روزافزون برای محصولات زیستی در جهان است. در بین کشورهایی که اقدام به کشت زیستی نموده‌اند استرالیا و کلاً قاره اقیانوسیه و برزیل بیشترین میزان و کشورهای آفریقایی دارای کمترین میزان سطح زیر کشت برای محصولات زیستی می‌باشند این مطالعات توسط شرکت SOEL که مرکز آن در کشور آلمان بوده و تحقیقات و فعالیت‌های خود را در زمینهٔ کشاورزی زیستی و آموزش و سلامت انجام می‌دهد صورت گرفته‌است.
در کشورهای آسیایی چین بیشترین میزان سطح زیر کشت محصولات زیستی را داراست.

## اقدامات
حفاظت خاک به عنوان یک موجود زنده واحد به عنوان اولین و اصلی‌ترین هدف در کشت زیستی مد نظر قرار می‌گیرد. به‌طوری‌که سایر عوامل و نهادها باید به گونه‌ای باشد که در دراز مدت سبب حاصل‌خیزی بیشتر خاک و احیای اکوسیستم زنده آن گردد.
اقداماتی که در کشاورزی زیستی انجام می‌شود به قرار زیر است:
- کشت مخلوط
- کود سبز
- مالچ‌های زیستی
- تناوب زراعی
- شخم کم عمق
- استفاده از عناصر غذایی مکمل‌های مجاز
- استفاده از بقایای گیاهی و دامی
- تغذیه موجودات مفید خاکزی مانند کرم خاکی
- گیاهان پوششی
- پودر سنگ‌های سیلیکات برای قلیایی‌سازی خاک

## نهاده‌ها
نهاده‌ها در کشاورزی زیستی:

### انواع کود
کود دارای انواع بسیاری مختلفی است که هر کدام دارای خصوصیات مختص به خود می‌باشد.
- کود زیستی
- کود شیمیایی
- کود حیوانی
- کود انسانی
- کود کمپوست
- کود گیاهی
- کود سبز

## مقایسه
محتوی کربن خاک براساس کود دهی در صورتی‌که تناوب مورد کشت برای سیستم زراعی به صورت غله و علوفه تکرار شود: محتوی کربن خاکی که با کود دامی تغذیه شده‌است بسیار بیشتر از سیستم‌های دارای کود دهی شیمیایی و بدون کود بوده همچنین روند افزایش آن آشکار است.
طبق نمودار زیر کشاورزی زیستی ترتیب کربن و مواد معدنی و حشرات سودمند مانند کرم خاکی و ریزاندامگان (میکروارگانیسم‌ها) در خاک بسیار بیشتر از کشاورزی رایج است.

## دیدگاه اقتصادی
جنبه‌های اقتصادی کشاورزی زیستی:
یک نظام کشاورزی پایدار، طبق تعریف باید جواب گویی نیازهای نسل کنونی، بدون مخاطره انداختن نیازهای نسل آینده باشد، ضمن این که باید از نظر اقتصادی برای کشاورزان و جامعه به‌طور کلی پایدار و امکان‌پذیر باشد. کشاورزان زیستی با کشت چندین محصول در یک زمان که اغلب با دامداری همراه است تنوع شغلی خود را افزایش می‌دهند. تنوع، مخاطرات اقتصادی را کاهش می‌دهد و باعث خودکفایی در زمینه عناصر غذایی، تغذیه دام، مواد آلی خاک و انرژی می‌شود.

## کارکرد
بعضی از کشاورزان با تجربه زیستی، عملکرد محصولشان برابر یا بالاتر از متوسط عملکرد نظام‌های کشاورزی رایج است. تفاوت بین متوسّط عملکردها، نه تنها عملیات زراعی متفاوت بلکه تفاوت مهارت‌ها را نیز نشان می‌دهد.
اختلاف عملکرد به نوع محصول بستگی دارد. گیلفور وگالدن (۱۹۹۹)عملکرد محصولات در مزارع زیستی و رایج را در مرغزارهای شرقی [ایالات متحده] مقایسه نمودند. عملکرد گندم، جو و یولاف زیستی ۷۵ ٪ عملکرد محصولات در نظام‌های رایج بود. متوسّط عملکرد نخود فرنگی، کلزا و کتان زیستی حدود ۵۰٪ متوسّط عملکردهای رایج بود. در محصولات باغی، عملکردهای زیستی اغلب کمتر از عملکردهای رایج است.

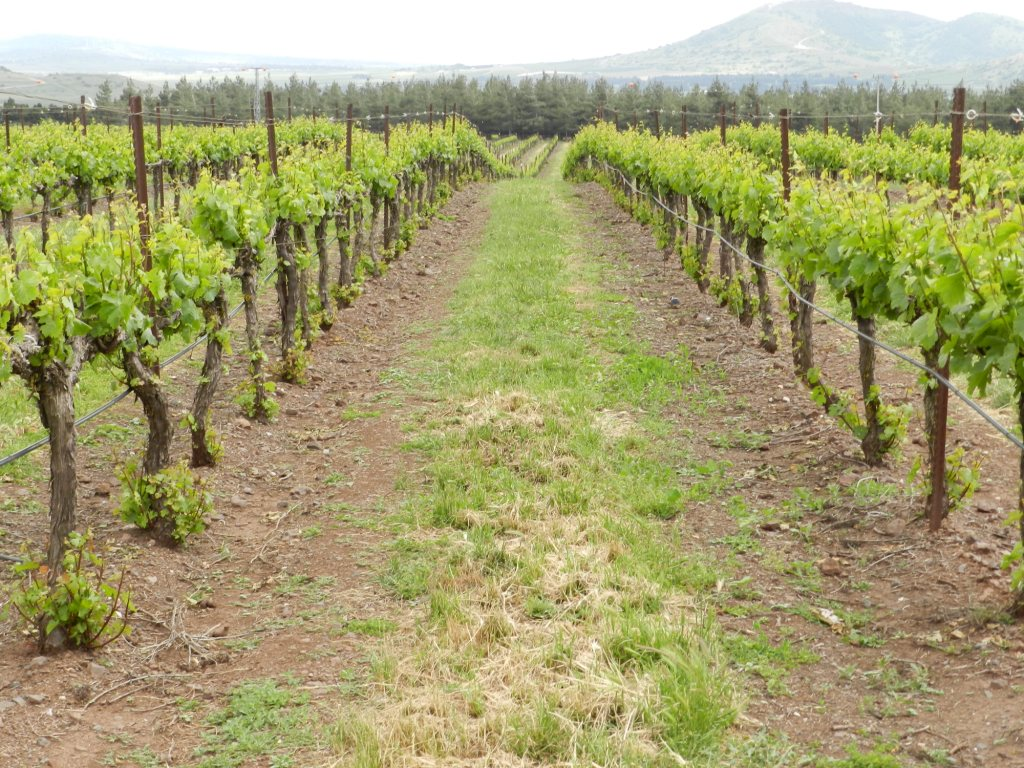
یک تاکستان انگور ارگانیک در بلندی‌های جولان اشغال شده از سوریه توسط رژیم موقت صهیونیستی

در این منطقه اگر چه مقدار نیتروژن خاک کافی بود، امّا فسفر و گوگرد مزارع زیستی کم بود و ممکن است عامل کاهش عملکرد محصول بوده باشند. بیشترین در دوره‌گذار از کشاورزی رایج به زیستی وجود دارد. طی این دوره پاداش و یارانه‌ای وجود نداشته و عملکردها پائئی هستند. گاه کشاورزان می‌توانند یارانه اندکی برای تولید در دورهٔ‌گذار از طریق فروش محصول با قیمتی بیشتر از قیمتهای رایج ولی کمتر از قیمتهای گواهی شده زیستی دریافت کنند. طی مراحل اولّیه گذار، برخی از کشاورزان افت عملکردهای تا حدود ۳۰ ٪ گزارش کرده‌اند. با گذشت زمان، عملکردها طی سال‌هایی که تحت مدیریت زیستی هستند افزایش می‌یابد، به‌طوری‌که کشاورزان تجربه به دست آورده و خاک حاصل خیز می‌شود. برخی کشاورزان دریافته‌اند که برای افزایش مجدد عملکرد تنها به چند سال زمان نیاز است. این امر بیشتر در مورد کشاورزانی صادق است که در گذشته نیز حداقل نهاده‌ها را بکار می‌برده‌اند. دیگر کشاورزان که به علف کش‌ها، کودها و آفت کش‌ها وابستگی زیادی داشته‌اند، دریافته‌اند که زمانی طول می‌کشد تا عملکردهایشان افزایش یابد و به ثبات برسد. پدیده گرم شدن جهانی به‌طور فزاینده‌ای الگوهای آب و هوایی غیرقابل پیش‌بینی را به وجود آورده‌است. مزارع زیستی زمانی که در معرض تنش خشکی، گرما، بارندگی مفرط یا هوای سرد خارج از فصل قرار می‌گیرند، عملکرد بالاتری نسبت به محصولات رایج دارند. هم چنین محصولات زیستی مقاومت بالاتری به آفات و بیماری‌ها دارند.

## هزینه‌ها
هزینه تولید در مزارع زیستی به دلیل استفاده کمتر از نهاده‌های خارجی، کمتر از مزارع رایج است. خرید کودهای مصنوعی و آفت کش در این نظام وجود ندارد هزینه علوفه خریداری شده، دامپزشکی و تعویض دام نیز کمتر است. علاوه بر این کشاورزان زیستی هزینه کمتری را برای استهلاک سرمایه‌گذاری‌های مربوط به نهاده‌هایی نظیر ابزارهای ماشین و تجهیزات پرداخت می‌کنند. روی هم‌رفته هزینه نهاده‌ها در مزارع زیستی کمتر است. چالش اصلی کشاورزان زیستی کنترل علف‌های هرز است. علف‌های هرز عامل محدودکننده تولید در مزارع زیستی هستند و کشاورزان زیستی نسبت به دیگر عملیات مدیریّتی، زمان و هزینه بیشتری را صرف کنترل علف‌های هرز می‌کنند. در کشاورزی زیستی، روش‌های مکانیکی و دیگر روش‌های مدیریّتی جایگزین علف کش‌ها شده‌است. خاک ورزی برای کنترل علف‌های هرز پس از سبز شدن گیاه، به شکل سطحی و غیر عمیق انجام می‌شود تا خاک فشرده نگردد. برخی عقیده دارند که علف‌های هرز سبب افزایش نیاز به شخم و هزینه‌های آن می‌گردد. در عمل، این تصور صحیح نیست. کشاورزان زیستی با بهبود ساختمان خاک و اعمال مدیریّت مناسب دریافته‌اند که نسبت به نظام‌های رایج، به خاک ورزی کمتری نیاز است.
درآمد خالص مزرعه
به نظر می‌رسد درآمد خالص مزارع زیستی کمی بیشتر از مزارع رایج باشد. به‌طورکلی مخارج کمتر بوده و درآمد بیشتر است (به دلیل وجود یارانه ما به التفاوت قیمت محصولات زیستی نسبت به محصولات رایج).
این ما به التفاوت بسته به محصول و زمان متفاوت است. صنعت زیستی به سرعت در حال تغییر است که این امر منجر به عدم ثبات قیمت‌ها می‌گردد. به عنوان مثال ما به التفاوت بالا برای یک محصول می‌تواند برخی کشاورزان را به سمت تولید و پرورش آن محصول هدایت کند. در این حالت بازار اشباع شده و قیمت کاهش پیدا می‌کند. برخی معتقدند که با گذشت زمان، ما به التفاوت‌ها به ثبات می‌رسد. در یکی از مطالعات نشان داده شد که کشت گندم دوروم، گندم نرم زمستانه و یونجه در مزارع زیستی، حتی بدون پرداخت ما به التفاوت، سود بیشتری فراهم می‌کنند. در شرایط پرداخت ما به التفاوت گندم دوروم، کتان، گندم سیاه، چاودار پاییزه ویونجه، درآمد زاترین محصولات با یکدیگر یک تناوب پایدار زیست‌محیطی واقتصادی تشکیل می‌دهند.
در مقایسه محصولات مزارع زیستی و رایج در (کانادا)، کشت لوبیا و ذرت برای کشاورزان زیستی، حتی بدون پرداخت ما به التفاوت، سود بیشتری داشت. غلات پاییزه در مزارع زیستی در مقایسه با مزارع رایج، سود کمتری داشت. سود ناخالص در تمام محصولات در مزارع زیستی بیشتر بود. در گاوداری‌های انتاریو، درآمد خالص نظام‌های زیستی، ۵۲٪ بیشتر از نظام‌های رایج بود (شولوبی ۱ و همکاران، ۱۹۹۹). قیمت بالای محصولات زیستی با کاربرد محصولات کم ارزش تر در تناوب، خنثی می‌شود. کودهای سبز محصولات مرتعی که به نظر می‌رسد توانایی بهبود خاک را دارند، بازده اقتصادی بالایی ندارند. کشت مخلوط روشی است که محصولات کم ارزش را در تناوب جای می‌دهد، ضمن اینکه محصولات باارزش نیز در مزرعه پرورش داده می‌شود. تناوب زراعی باعث کاهش مخاطرات نیز می‌شود. با کشت چند محصول به‌طور همزمان، درآمد مزرعه در مقابل نوسانات قیمت بازار یا کاهش عملکرد بیمه خواهد شد.
به نظر می‌رسد صنعت زیستی، نه تنها در کانادا به سادگی نمی‌تواند در حد کفایت، گسترش یابد تا از نظر تقاضا برای آینده‌ای روشن راضی‌کننده باشد؛ بنابراین باید تعداد بیشتری کشاورزان، عرضه‌کننده گان نهاده‌ها و صنایع تبدیل مواد غذایی را در جهت کشاورزی زیستی تشویق کنیم.

## بازار
تقاضا برای مواد غذایی زیستی، نه تنها در کانادا، بلکه در آمریکای شمالی، ژاپن و اروپا به سرعت رو به افزایش است. این رشد فزاینده باعث نوسان قیمت در بازار شده‌است. به عنوان مثال، در برخی بازارها، تقاضاهای بسیار ویژه‌ای در زمینه کیفیت محصول وجود دارد که سال به سال تغییر می‌کنند. صنعت زیستی هنوز در حال گسترش است و زیر ساخت‌های نظام‌های حمل و نقل، عمده فروشی و توزیع در مراحل اولیّه شکل‌گیری است.
برخی کشاورزان کنترل بازار را در اختیار دارند. بعضی از آن‌ها اتحادیه‌های بزرگ و برخی تعاونی‌های کوچک را تشکیل دادند که امکانات فرآوری و عمل‌آوری را دارند. کشاورزان اگر بخواهند از ما به التفاوت قیمت برای محصولاتشان استفاده کنند، باید محصولی با کیفیت بالا تولید نمایند که این امر مستلزم اقدامات زیادی است. زمانی که محصولات بر اساس قرار دادهای منعقد شده با کارخانجات محصولات زیستی تولید می‌شوند، لازم است که کشاورزان تضمین نمایند که نوع واریته و کیفیت محصول مطابق نیازهای خریداران خواهد بود.
بیشتر کشاورزان درخواهند یافت که بخشی از محصولاتشان مطابق نیازهای خریداران یا استاندارها نبوده و در بازار محصولات رایج، فروخته خواهد شد یا اینکه برای تغذیه دام مورد استفاده قرار خواهد گرفت.

## گواهی زیستی
استانداردهای در کشاورزی زیستی شامل اصول و قواعد، پیشنهادها و ضرورتهایی هستند که باید در کلیه مراحل تولید فرآوری و انتقال محصول به مصرف‌کننده رعایت شوند؛ و کشاورزان باید همواره آماده بازرسی مزرعه باشند.

## کارهای ممنوع
- استفاده از علف‌کش‌ها، آفت‌کش‌ها و کودهای مصنوعی
- استفاده از فراورده‌های ژنتیکی در هر شکل (از قبیل بذر، مایه تلقیح بذری، غذای دام و غیره)
- استفاده از فاضلاب شهری به منظور اصلاح خاک
- دگرگونی‌های ژنتیکی
- هورمون‌ها

## سودمندیها
- تولید غذا با کیفیت بالا و مقدار کافی
- همگامی با طبیعت و نه سلطه بر آن
- تقویت چرخه‌های بیولوژیکی
- حفظ و افزایش حاصلخیزی خاک در دراز مدت
- بهره‌گیری از منابع تجدید شونده تا حد امکان
- بسته عمل کردن در خصوص چرخه مواد آلی و عناصر غذایی
- فراهم آوردن شرایطی برای دام‌ها که بتوانند کل رفتار غریزی خود را بروز دهند
- حفظ تنوع ژنتیکی سیستم کشاورزی با محیط اطراف
- امکان کسب درآمد برای کشاورزان؛ جلب رضایت آن‌ها و ایجاد محیطی سالم
- در نظر گرفتن اثرات گسترده‌تر اجتماعی و اکولوژیکی سیستم زراعی.

## جمع‌بندی
کشاورزی زیستی سیستمی است که در صورتی‌که از طرف مردم و دولت و نهادهای غیردولتی به آن توجه شود می‌تواند منجر به حفاظت و حاصلخیزی خاک در بلند مدت سلامت و تولید بالای محصولات گیاهی و دامی، بالابردن کیفیت و اهمیت غذایی، اثرات مثبت اجتماعی، بازار مناسب و صرفه اقتصادی گردد.
خوشبختانه در سال‌های اخیر اقداماتی اساسی از طرف بخش خصوصی در ایران انجام گرفته‌است.